# Сребрна (Підляське воєводство)
Сребрна (пол. Srebrna) — село в Польщі, у гміні Шумово Замбровського повіту Підляського воєводства.
Населення — 746 осіб (2011).
У 1975-1998 роках село належало до Ломжинського воєводства.

## Демографія
Демографічна структура станом на 31 березня 2011 року:
|          | Загалом | Допрацездатний вік | Працездатний вік | Постпрацездатний вік |
| -------- | ------- | ------------------ | ---------------- | -------------------- |
| Чоловіки | 369     | 76                 | 244              | 49                   |
| Жінки    | 377     | 85                 | 203              | 89                   |
| Разом    | 746     | 161                | 447              | 138                  |